# Zwerus de Nooij sr.
Zwerus de Nooij (Ede, 14 juni 1886 - aldaar, 24 maart 1963) was een Nederlandse ondernemer. Hij gaf leiding aan de lak- en verffabriek Macostan, was korte tijd wethouder in Ede en was actief in het verzet tijdens de Tweede Wereldoorlog. 

## Levensloop

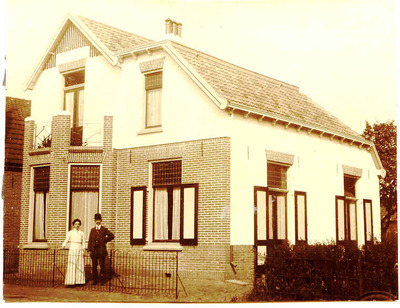
Het huis waar De Nooij het grootste deel van zijn leven woonde aan de Nieuwe Stationsstraat. Voor het huis poseren De Nooij en zijn vrouw (1913)

De Nooij was het tweede kind in een gezin van tien. Zijn vader had een schildersbedrijf. Zwerus werkte al vanaf jonge leeftijd mee in het bedrijf, evenals zijn oudere broer Pieter. In 1909 behaalde beide broers het diploma meester-schilder, waarna de zaken binnen het familiebedrijf verder werden geprofessionaliseerd. In 1919 vormde De Nooij samen met zijn broers Pieter en Ko de directie van de Edese schilder- en lakfabriek Macostan. Zij legden zich onder andere toe op de productie van wegenverf. Na het overlijden van zijn broer Pieter in 1934 raakte de Nooij in een psychologische crisis. Na een jaar pakte hij zijn werkzaamheden weer op. Vanaf 1939 hield De Nooij zich vooral bezig met de aan het familiebedrijf verbonden drogisterij Het Gouden Kruis.
De fabriek Macostan vormde tijdens de Tweede Wereldoorlog het centrum van het Edese verzet. Zo werden er voedselpakketten samengesteld die werden verzonden naar krijgsgevangenen, politieke gevangenen en gijzelaars uit Ede en omgeving. Verschillende familieleden van De Nooij speelden een belangrijke rol binnen het Edese verzet, waaronder de neven Menno, Paul en Zwerus.
Na de Slag om Arnhem waren er veel Britse militairen achtergebleven in de regio. Zij werden opgevangen door het Edese verzet. De Nooij had daarbij samen met Derk Wildeboer en Piet Kruijff een leidende rol. Zo zat de brigadegeneraal John Hackett ondergedoken bij drie zussen van De Nooij. De Nooij werd aangehouden door de Sicherheitsdienst die hem aanzagen voor zijn broer Ko. Na een korte gevangenschap werd hij weer vrijgelaten.
Na afloop van de oorlog was De Nooij een jaar wethouder in de noodgemeenteraad. Hij gaf ook leiding aan het comité voor de oprichting van het Het Mausoleum in Ede. Hij kwam met het idee om een tekst uit het Bijbelboek Joel op het monument te plaatsen. In 1958 stopte hij met zijn werkzaamheden bij het familiebedrijf.

## Persoonlijk
De Nooij was getrouwd met Costera Cozijnsen. Het echtpaar had geen kinderen. Zij woonden aan de Nieuwe Stationsstraat 6 in Ede. De Nooij was lid van de Gereformeerde Kerken in Nederland.